# Суд дунгхага
 Суд дунгхага является судом первой инстанции Королевского суда Бутана в 6 из 20 дзонгхагов Бутана, которые имеют административное деление, включающее уровень дунгхагов (подокругов); в остальных 14 дзонгхагах судом первой инстанции является суд дзонгхага. В стране имеется в общей сложности 13 дунгхагов в 6 дзонгхагах. в соответствии с Конституцией 2008 года, члены судов дунгхагов, как и члены судов дзонгхагов, не назначаются королём.